# Équipe de Tunisie féminine de football des moins de 20 ans
Cet article traite de l'équipe féminine. Pour l'équipe masculine, voir Équipe de Tunisie des moins de 20 ans de football.
Maillots
L'équipe de Tunisie féminine de football des moins de 20 ans est constituée par une sélection des meilleures joueuses tunisiennes sous l'égide de la Fédération tunisienne de football.

## Coupe du monde féminine des moins de 20 ans
- Coupe du monde féminine des moins de 20 ans 2010 : tour préliminaire
  -  Tunisie 0-1 Ghana
  - Ghana 2-0  Tunisie

## Effectif
- Amel Majri
- Ella Kaabachi
- Leïla Maknoun
- Sana Manai
- Houda Abidi
- Soumaya Yaccoubi
- Meriem Ben Sassi
- Nesrine Azizi (GB)
- Sabrine Mamay
- Samia Aouni
- Marwa Tbini
- Mariem Houij
- Rahma Ghars
- Yossra Ben Amor
- Imen Mchara
- Ayadi Ghada
- Marwa Khmiri
- Dhekra Mahfoudh
- Chaima Abbassi
- Abir Ferjani
- Marwa Laabidi
- Mariam Khlifi
- Essid Siwar
- Kotbi Arbia
- Racha Riabi